# Notiphila eleomyia
Notiphila eleomyia är en tvåvingeart som beskrevs av Wayne N. Mathis 1979. Notiphila eleomyia ingår i släktet Notiphila och familjen vattenflugor.
Artens utbredningsområde är Ohio. Inga underarter finns listade i Catalogue of Life.